# Supervixens
Supervixens es una película estadounidense de 1975, del género erótico, dirigida, escrita y producida por Russ Meyer. El elenco presenta a los habituales de Meyer Charles Napier, Uschi Digard y Haji. La película también cuenta con Shari Eubank (en un rol doble) en uno de sus dos únicos papeles en el cine y con Christy Hartburg en su único papel cinematográfico.

## Sinopsis

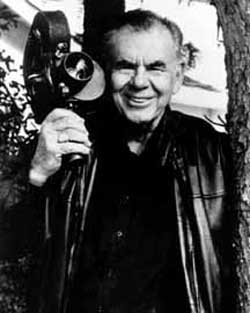
Fotografía de Russ Meyer en 1996

El asistente de la estación de servicio Clint Ramsey (Charles Pitts), que trabaja en el Super Servicio de Martin Bormann en el desierto, se encuentra demasiado irresistible para una serie de chicas, todas las cuales tienen la palabra "Super" en sus nombres. Al principio, está casado con SuperAngel (Shari Eubank), hipersexual, exigente y celosa, que lo acosa constantemente en el trabajo. Ella le ordena ir a su casa de inmediato cuando llama a Clint y escucha a una clienta, SuperLorna (Christy Hartburg), golpeándolo en el trabajo. Clint recibe las constantes acusaciones de SuperAngel y argumenta un desvío y, de vuelta en casa, pelean después de que rechaza sus agresiones. Un vecino llama a la policía cuando Clint se va a un bar local, donde la cantinera es SuperHaji (Haji), con muy poco vestido.
Mientras tanto, SuperAngel seduce a Harry Sledge (Charles Napier), el policía que respondió a la llamada de la policía. Este es impotente e incapaz de actuar. Ella se burla e insulta repetidamente sobre esto, lo que finalmente resulta en que la mate pisoteándola en una bañera, y luego arrojando una radio en el agua que estaba enchufada al tomacorriente. Sledge quema la casa, luego trata de atribuir el asesinato a Clint. Clint afirma estar en el pub toda la noche, pero SuperHaji se venga de él (por haberse burlado del tamaño de sus senosantes) al negarse a confirmar su coartada. Clint se ve obligado a huir.
En su apuro por escapar, Clint detiene un carro con un chico (John LaZar) y su novia SuperCherry (Colleen Brennan). Durante el viaje, SuperCherry se le acerca y le pone la mano sobre sus pechos, pero luego lo tira hacia atrás. Luego trata de estimularlo sobre sus pantalones, pero él continúa resistiéndose a sus avances. El conductor se ofende porque Clint rechaza a su novia, pero ella dice que probablemente solo quiere un contacto más cercano. Ella nuevamente intenta y no logra seducirlo y él le pide al conductor que lo deje salir. El conductor lo sigue y lo golpea y roba. Clint es encontrado por un viejo granjero que lo lleva a su granja para curarse de sus heridas y Clint acepta trabajar para el granjero durante una semana para pagarle.
El granjero tiene una novia austriaca más joven, SuperSoul (Uschi Digard), que es hipersexual. Después de satisfacer enérgicamente a su esposo, ella llama a la puerta de Clint por la noche. Ella inmediatamente lo empuja a su cama, donde lo viola, hasta que él logra escapar. Sin embargo, ella hace lo mismo al día siguiente y esta vez lo abruma después de atraparlo por detrás en el granero. Buscando a SuperSoul, el granjero los encuentra en el granero, luego persigue a Clint.
Huyendo de la granja, Clint se encuentra con el dueño de un motel y su hija sorda, SuperEula (Deborah McGuire), quien lo convence de que la lleve en su buggy para tener sexo en el desierto. Son atrapados por su padre y expulsados de la ciudad.
Clint finalmente se encuentra con SuperVixen (también interpretada por Shari Eubank) en Supervixen's Oasis, un restaurante en la carretera. SuperVixen es (inexplicablemente) una reencarnación amigable y generosa de SuperAngel, cuyo fantasma ahora aparece desnudo entre escenas para comentar sobre la trama desde lo alto de un somier equilibrado en una mesa. Clint y SuperVixen se enamoran y son inseparables, aunque su némesis común, Harry Sledge, llega a la escena y conspira para terminar con la vida de la ahora feliz pareja.

## Reparto
- Shari Eubank - SuperAngel / SuperVixen
- Charles Napier - Harry Sledge
- Uschi Digard - SuperSoul / Operador telefónico
- Charles Pitts - Clint Ramsey
- Henry Rowland - Martin Bormann
- Christy Hartburg - SuperLorna
- Colleen Brennan - SuperCherry
- John LaZar - Cal MacKinney
- Stuart Lancaster - Lute
- Deborah McGuire - SuperEula
- Glenn Dixon - Luther
- Haji - SuperHaji
- 'Big Jack' Provan - Sheriff
- Garth Pillsbury - Fisherman
- Ron Sheridan - Policeman
- Otoniel Font